# برج راهداری گردنه علفه
بقایای برج راهداری گردنه علفه مربوط به دوره قاجار است و در شهرستان فسا، بخش مرکزی، دهستان میان جنگل، ۳ کیلومتری شمالی روستای بیدک واقع شده و این اثر در تاریخ ۲۶ اسفند ۱۳۸۶ با شمارهٔ ثبت ۲۱۸۴۵ به‌عنوان یکی از آثار ملی ایران به ثبت رسیده است.